# Премия «Золотой глобус» за лучшие кинематографические и кассовые достижения
Премия «Золотой глобус» за кинематографические и кассовые достижения (англ. Golden Globe Award for Cinematic and Box Office Achievement) — это награда, вручаемая с 2024 года на ежегодной церемонии вручения премии «Золотой глобус» по результатам голосования журналистов «Золотого глобуса» (после роспуска Голливудской ассоциации иностранной прессы в 2023 году).

## Критерии
По данным Dick Clark Productions, нового организационного комитета «Золотого глобуса», премия присуждается «самым популярным, самым прибыльным и/или самым просматриваемым фильмам года, получившим широкую поддержку мировой аудитории и достигшим кинематографического совершенства».
Чтобы претендовать на номинацию, фильм должен собрать 150 миллионов долларов, из которых не менее 100 миллионов должны быть собраны в США, или получить «соразмерное количество просмотров на цифровых платформах, подтверждённое надёжными отраслевыми источниками». Фильмы, выпущенные в период с 22 ноября до конца года, могут претендовать на участие в конкурсе на основании прогнозируемых кассовых сборов или просмотров на стриминговых платформах. Из числа фильмов, соответствующих требованиям, выбираются номинанты и победители на основании их выдающихся качеств.

## Номинанты и лауреаты

### 2020-е
| Год  | Фильм                                    | Продюсер(ы)                                                            | Дистрибьютор            |
| ---- | ---------------------------------------- | ---------------------------------------------------------------------- | ----------------------- |
| 2023 | Барби                                    | Дэвид Хейман, Марго Робби, Том Акерли и Робби Бреннер                  | Warner Bros. Pictures   |
| 2023 | Стражи Галактики. Часть 3                | Кевин Фейдж                                                            | Walt Disney Studios     |
| 2023 | Джон Уик 4                               | Бэзил Иваник, Эрика Ли и Чад Стахелски                                 | Lionsgate Films         |
| 2023 | Миссия невыполнима: Смертельная расплата | Том Круз и Кристофер Маккуорри                                         | Paramount Pictures      |
| 2023 | Оппенгеймер                              | Эмма Томас, Чарльз Ровен и Кристофер Нолан                             | Universal Pictures      |
| 2023 | Человек-паук: Паутина вселенных          | Фил Лорд, Кристофер Миллер, Эми Паскаль, Ави Арад и Кристина Стейнберг | Sony Pictures Releasing |
| 2023 | Братья Супер Марио в кино                | Крис Меледандри и Сигэру Миямото                                       | Universal Pictures      |
| 2023 | Taylor Swift: The Eras Tour              | Тейлор Свифт                                                           | AMC Theatres            |
| 2024 | Злая: Сказка о ведьме Запада             | Марк Платт и Дэвид Стоун                                               | Universal Pictures      |
| 2024 | Чужой: Ромул                             | Ридли Скотт, Майкл Прусс и Уолтер Хилл                                 | 20th Century Studios    |
| 2024 | Битлджус Битлджус                        | Марк Тоберофф, Деде Гарднер, Джереми Клейнер, Томми Харпер, Тим Бёртон | Warner Bros. Pictures   |
| 2024 | Дэдпул и Росомаха                        | Кевин Файги, Лорен Шулер Доннер, Райан Рейнольдс, Шон Леви             | Walt Disney Studios     |
| 2024 | Гладиатор 2                              | Ридли Скотт, Майкл Прусс, Дуглас Уик, Люси Фишер, Дэвид Франзони       | Paramount Pictures      |
| 2024 | Головоломка 2                            | Марк Нельсен                                                           | Walt Disney Studios     |
| 2024 | Смерч 2                                  | Фрэнк Маршалл, Патрик Кроули                                           | Universal Pictures      |
| 2024 | Дикий робот                              | Джефф Херманн                                                          | Universal Pictures      |